# Nicola Mangone
Nicola Mangone, o Moietta o Nicola da Caravaggio (Caravaggio, 1480-1485 – Caravaggio, gennaio 1546), è stato un pittore italiano del XVI secolo.

## Biografia
L'artista nacque a Caravaggio da Antonio e nonostante alcuni suoi lavori siano stati firmati con nomi differenti è sicuramente da identificare sempre nel medesimo personaggio. La sua presenza è documentata a Milano nel 1510 dove sottoscrisse una protesta di Fermo Tizzoni e successivamente sempre nella capitale lombarda nel 1522 dove risulta in un contraddittorio con il pittore Niccolò Appiani.
Fino al descialbo degli affreschi del presbiterio della chiesa del convento dell'Annunciazione di Abbiategrasso (2004) ben poco si conosceva della sua arte: essenzialmente gli erano attribuite la Predella con l'assedio di Treviglio (1522), conservata nel Santuario della Madonna delle Lacrime a Treviglio, la Madonna col Bambino tra i Santi Gerolamo, Elisabetta e un devoto (1521), conservata nel Palazzo comunale di Caravaggio, e la Madonna di attribuzione nella chiesa del monastero di San Bernardino sempre a Caravaggio.
La scoperta dei cartigli "opus nicolai mangoni caravagiensis MDXVIIII" e "1519 octobre" ai lati destro e sinistro del presbiterio, avvenuta col restauro del 2004, rivela di fatto un pittore dalla forte personalità artistica, allineato al filone migliore del linguaggio figurativo lombardo (il filone che risale a Foppa ma anche quello che da Leonardo discende a Bernardino Luini) e consapevole del coevo mondo veneto e centroitaliano. I visi sono psicologicamente delineati, dai corpi scaturisce azione drammatica, le architetture eleganti richiamano il Bramantino, i paesaggi sono assolutamente leonardeschi. Il San Matteo sulla volta, cui l'angelo porge una pagina del vangelo, precorre direttamente il San Matteo e l'angelo del Caravaggio già a Berlino. O il Merisi, in realtà nato a Milano, ebbe occasione di recarsi ad Abbiategrasso, oppure ebbe altrove l'occasione di ammirare questo tòpos iconografico evidentemente mangoniano.
Data la disparità di linguaggio, la predella con l'assedio di Treviglio ricerca ora una nuova attribuzione.
Secondo una ricerca recente del professor Giovanni Agosti, parte degli affreschi dell'abside della Chiesa di Sant'Andrea a Melzo sono riconducibili all'opera del Mangone.